# Wincenty Czajka
Wincenty Wawrzyniec Czajka, ps. „Borowy” (ur. 14 kwietnia 1912 w Orzechowie, zm. 3 września 1974) – żołnierz Narodowych Sił Zbrojnych w oddziale kpt. Wacława Piotrowskiego ps. „Cichy” – pododdział Stanisława Młynarskiego ps. „Orzeł” (1 pułk NSZ Legii Nadwiślańskiej Ziemi Lubelskiej – zgrupowanie „Zęba”), a następnie żołnierz podziemia antykomunistycznego w ramach Narodowego Zjednoczenia Wojskowego.
W 1945 r. aresztowany przez NKWD i przekazany UB w Zaklikowie. Po trzech miesiącach spędzonych w „pionowej ziemiance” na placu Urzędu Bezpieczeństwa został wypuszczony. Ponownie zatrzymany wraz z innym leśniczym, prowadzony na egzekucję, uciekł. Wyjechał na Ziemie Odzyskane.
Ostatecznie aresztowany w 1948 r. Stanął przed Wojskowym Sądem Rejonowym w Rzeszowie, oskarżony m.in. o wykonywanie wyroków na członkach PPR oraz o udział w zbrojnym zamachu i wysadzenie posterunku MO w Zakrzówku, podczas którego śmierć poniosło 13 milicjantów. W 1949 r. skazany na karę śmierci, wielokrotne, dożywotnie pozbawienie praw publicznych i honorowych oraz konfiskatę majątku. Na mocy amnestii z lutego 1947 r. wyrok zamieniono na 15 lat. Więziony m.in. w CW MBP we Wronkach, Raciborzu.
Prawnukiem Wincentego Czajki jest Andrzej Turkowski – historyk, dokumentalista, b. dyr. Agencji Filmowej TVP S.A.